# Salicilato de hierro(III)
El salicilato de hierro(III) es un compuesto químico con fórmula (C6H4(OH)COO)3Fe. Este complejo de coordinación consiste en la unión de tres grupos salicilato, provenientes del ácido salicílico, que actúan como ligandos  de un átomo de hierro con estado de oxidación (III), que es el que actúa como ion central del complejo de coordinación.
La obtención se lleva a cabo mediante reacción directa entre el ácido salicílico y las sales de Fe(III). En las condiciones de pH adecuadas, cuando el ácido salicílico se encuentra mayoritariamente disociado, en forma de ion salicilato, se forman sucesivamente tres complejos de color púrpura por adición de una, dos o tres moléculas:
Fe3+  +         Sa2-          ⇌          [Fe(Sa)]+
[Fe(Sa)]+  +  Sa2-          ⇌         [Fe(Sa)2]-
[Fe(Sa)2]-  + Sa2-          ⇌        [Fe(Sa)3]3-
(Para simplificar, se ha utilizado Sa2- en lugar de anión salicilato o base conjugada del ácido salicílico)
Los cristales del compuesto final (trisalicilato de Fe(III), cuando se encuentran hidratados, presentan el característico color púrpura explicado por la Teoría del Campo Cristalino. Si se deja evaporar el solvente acuoso y se elimina el agua de hidratación, estos presentarán una tonalidad amarillenta.
Los usos que posee este compuesto están relacionados con áreas de laboratorios académicos donde es usado como detector de salicilatos como los provenientes de la aspirina.

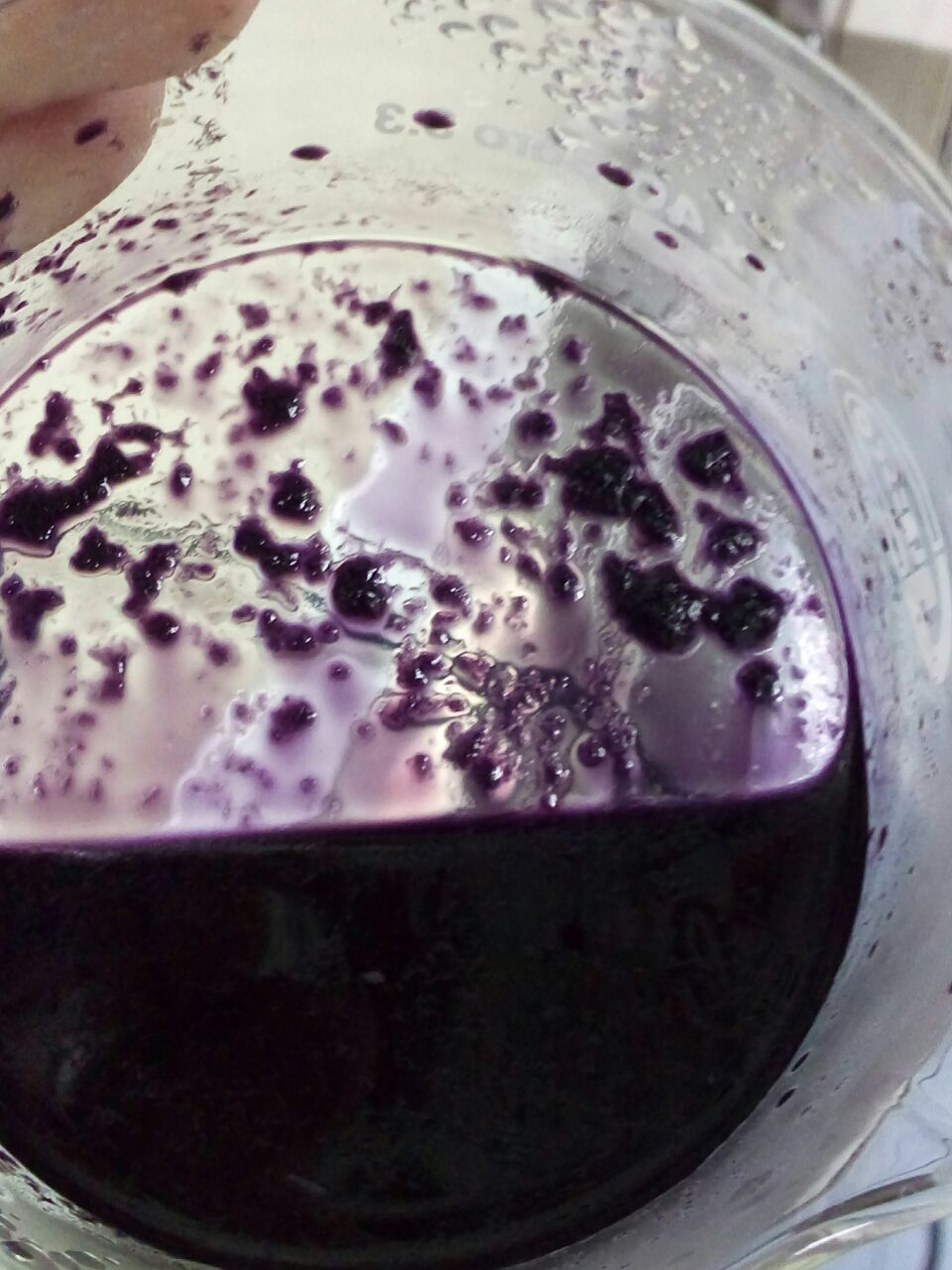
Color característico de complejo de salicilato de hierro(III) en solución.

## Preparación

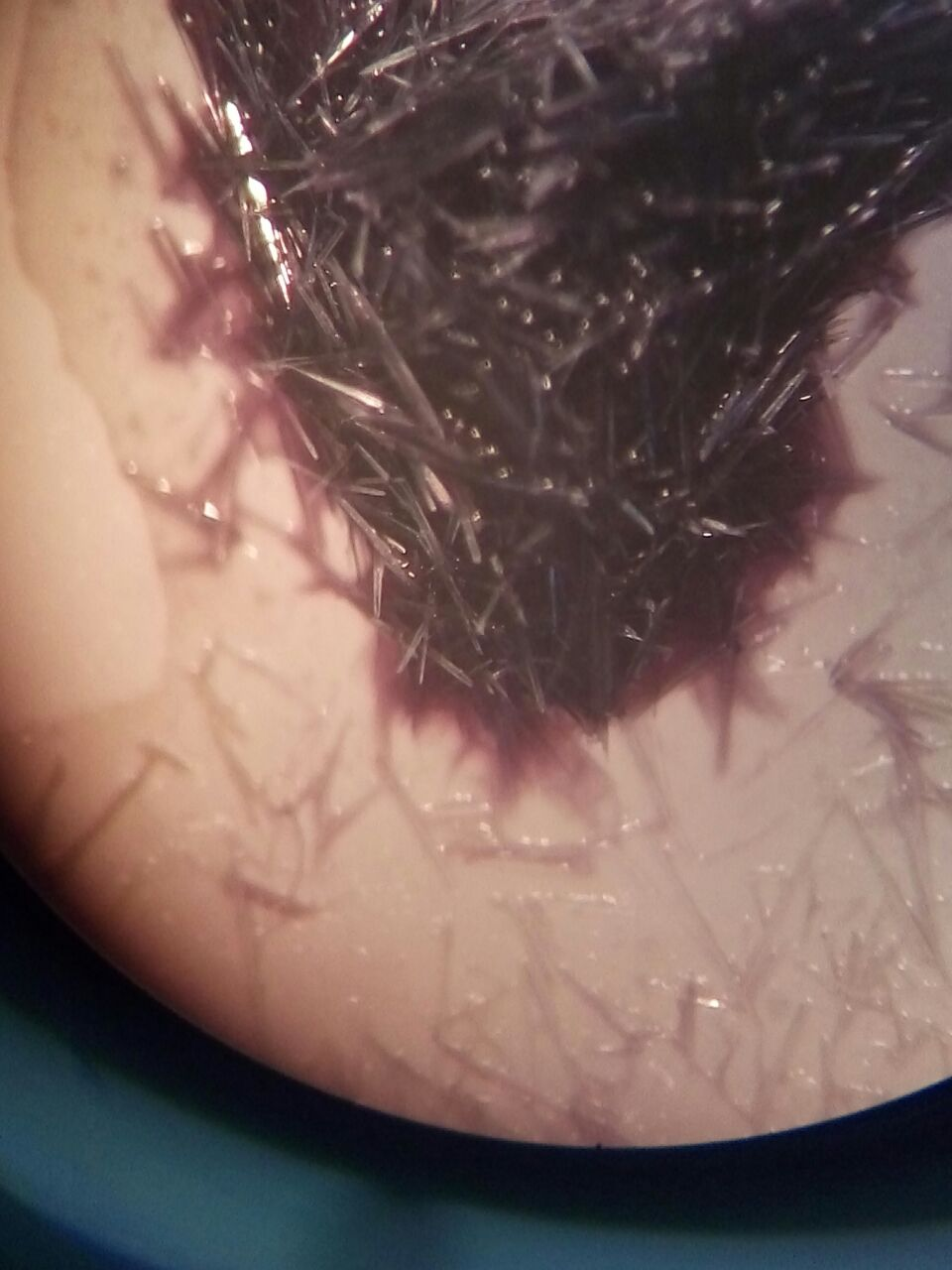
Fotografía de cristales purificados de salicilato de hierro(III)

Los cristales mostrados en las  fotografías son sintetizados inicialmente tras la obtención de ácido salicílico y ácido acético tras la hidrólisis del ácido acetilsalicílico en presencia de ácido clorhídrico.

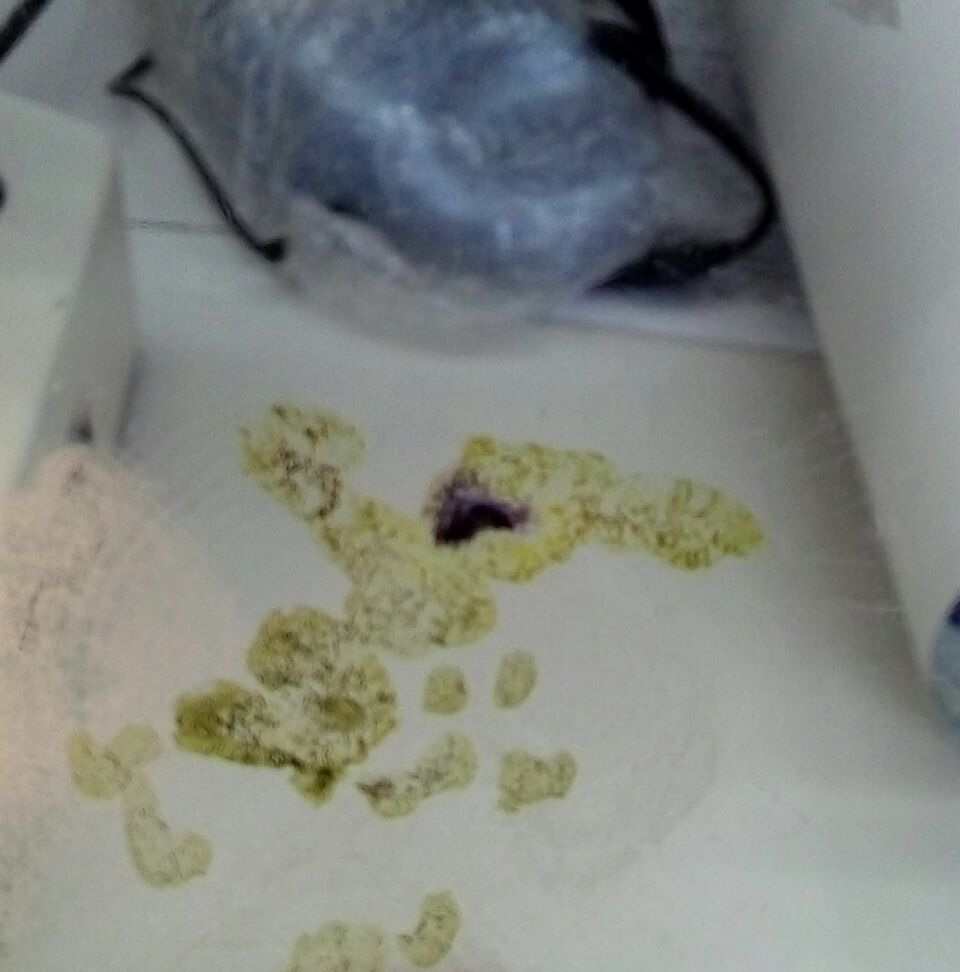
Cristales de salicilato de hierro(III) en ausencia de solvente

C6H4(OCOCH3)COOH + H2O → C6H4(OH)COOH + CH3COOH
Para la obtención de cristales puros el ácido acético es evaporado y los excipientes del ácido acetilsalicílico filtrados, tras esto, si se mezcla con una solución de cloruro de hierro(III) se forma el complejo púrpura por la reacción de los dos componentes.
3C6H4(OH)COOH + FeCl3 → (C6H4(OH)COO)3Fe + 3H+ + 3Cl-
El producto final sólido se recupera seguidamente mediante evaporación del agua de las disoluciones de ácido acetil salicílico y cloruro de hierro(III) utilizadas como reactivos.